# María Berasarte
María Berasarte (María Sánchez) (San Sebastián, Guipúzcoa, 28 de noviembre de 1978) es una cantante española del País Vasco, también conocida como La Voz Desnuda. Vive entre Lisboa, París y San Sebastián, ciudad esta última donde desarrolla su carrera profesional. Es conocida por su gran interpretación de música ibérica, principalmente por sus fados. Ha intervenido en varios proyectos musicales de relevante influencia portuguesa, como Aduf o Quinteto Lisboa, donde han participado José Peixoto, José Salgueiro, João Gil o Paulo Carvalho.
Algunas de las letras de sus canciones han sido escritas por Tiago Torres da Silva o João Monge.

## Actuaciones (selección)

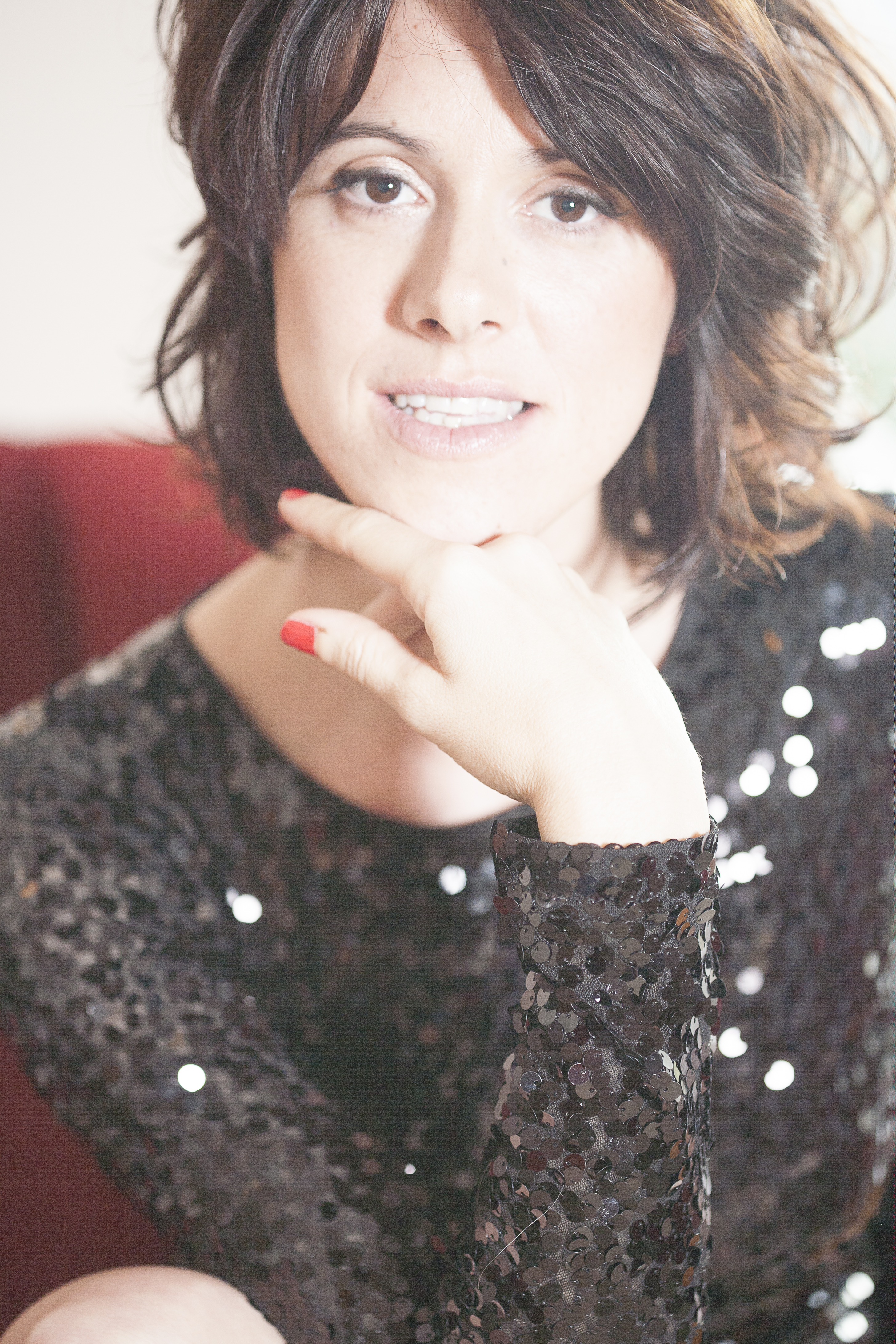

María Berasarte ha actuado en importantes escenarios de Portugal, Francia y España, China, Bélgica, Grecia, Mozambique, Marruecos, Rumanía, Italia, entre ellos:
- 2016. Complejo Cultural Santa María (Plasencia).[4]
- 2016. Palacio Conde-Duque de Madrid.[5]
- 2015. Teatro Victoria Eugenia de San Sebastián.[6] Circo price, Madrid. Music in Churches, Festival internacional de Sibiu, Rumanía. Festival Mawazine Rythmes Du Monde, Rabat.
- 2013. Festival Badasom, Badajoz. Au fill des voix, París. Festival de Macau, China. Palais des beaux arts, Bruselas.

## Discografía
- 2019. Delirio (Con Pepe Rivero)
- 2015. Súbita[7]
- 2014. Agua en la boca (Au delà du fado)
- 2009. Todas las horas son viejas. Presentación del disco en el Castillo de San Jorge, en Lisboa[8]